# Slingsby Kirby Cadet
Lo Slingsby T.7 Kirby Cadet è un aliante di addestramento britannico progettato e costruito da Slingsby che volò per la prima volta nel 1935 e vide il servizio con la Royal Air Force per l'uso da parte dell'Air Training Corps come Cadet TX.1 negli anni '50, '60 e '70.

## Storia del progetto
Il T.7 è stato sviluppato su specifica 20/43 dal civile Kirby Kadet per soddisfare un requisito del Ministero dell'Aeronautica per un aliante di addestramento come parte del programma cadetti aerei, ed è entrato in servizio come Cadetto TX.1 con la Royal Air Force. È stato ulteriormente sviluppato con un cambio di ala nel T.8 Kirby Tutor (nome del servizio Cadet TX.2) che a sua volta è stato sviluppato in una versione a due posti il T.31B Tandem Tutor (nome del servizio Cadet TX.3). Uno ha visto il servizio in SLAF dal 1957 al 1959.

## Utilizzatori
Regno Unito
- Royal Air Force

 Sri Lanka (ex-Ceylon)
- Royal Ceylon Air Force
- Sri Lanka Air Force

## Specificazioni

### Caratteristiche generali
- Equipaggio: 1
- Lunghezza: 6,364 m (20 piedi 10,6 pollici) (produzione successiva)
- Apertura alare: 41,7 piedi (12,7 m)
- Superficie alare: 15,8 m2
- Proporzioni: 8,67
- Profilo aerodinamico: Gottinga 426
- Peso a vuoto: 134,5 kg
- Peso lordo: 5,7 libbre (232,7 kg)

### Prestazione
- Carico alare: 14,7 kg / m2 (3,0 lb / sq ft)